# Solkieniki
Solkieniki [sɔlkʲɛˈniki] (tiếng Đức Solknick) là một ngôi làng thuộc khu hành chính của Gmina Barciany, thuộc huyện Kętrzyński, Warmińsko-Mazurskie, ở phía bắc Ba Lan, gần biên giới với tỉnh Kaliningrad của Nga. Nó nằm khoảng 12 kilômét (7 mi)   phía tây bắc Barciany, 25 km (16 mi) phía tây bắc Kętrzyn và 73 km (45 mi) về phía đông bắc của thủ đô khu vực Olsztyn.
Trước năm 1945, khu vực này là một phần của Đức (Đông Phổ).